# Soňa Thomová
Soňa Thomová (* 1947) je česká spisovatelka a cestovatelka.

## Publikace
- Nepál - království pod Himálajem
- Příběh čaje
- Česko
- Pod hradbou Himálaje aneb Hledání Šangri-la
- Hrady a zámky Čech a Moravy
- Praha
- 101 nejkrásnějších domovních znamení Prahy
- Praha v zrcadle staletí
- Cesty tažných mraků
- Tam, kde kameny mají duši
- Ostrov čaje
- Tři kroky k nirváně
- Historická města Čech, Moravy a Slezska
- Praha

## Ocenění
- Ocenění Nejkrásnější kniha roku 1996 od Ministerstva kultury ČR a Památníku písemnictví za obrazovou publikaci Nepál - království pod Himálajem
- v roce 2004 Čestné uznání Miroslava Ivanova v kategorii literatury faktu za knihu Příběh čaje
- v roce 2006 Cena Miroslava Ivanova v kategorii literatura faktu za cestopis Pod hradbou Himálaje aneb Hledání Šangri-la[1]
- 2011 Prémie Miroslava Ivanova v kategorii literatura faktu za 101 nejkrásnějších domovních znamení Prahy[1]
- 2013 Zvláštní cena Miroslava Ivanova v kategorii literatura faktu za publikaci Historická města Čech, Moravy a Slezska